# Georgiúpoli
Georgiúpoli (normalment transliterat Georgioupoli) és un municipi a l'oest de l'illa grega de Creta, a la prefectura de Khanià.
El llac de Kournás, d'aigua dolça, és dins del municipi.

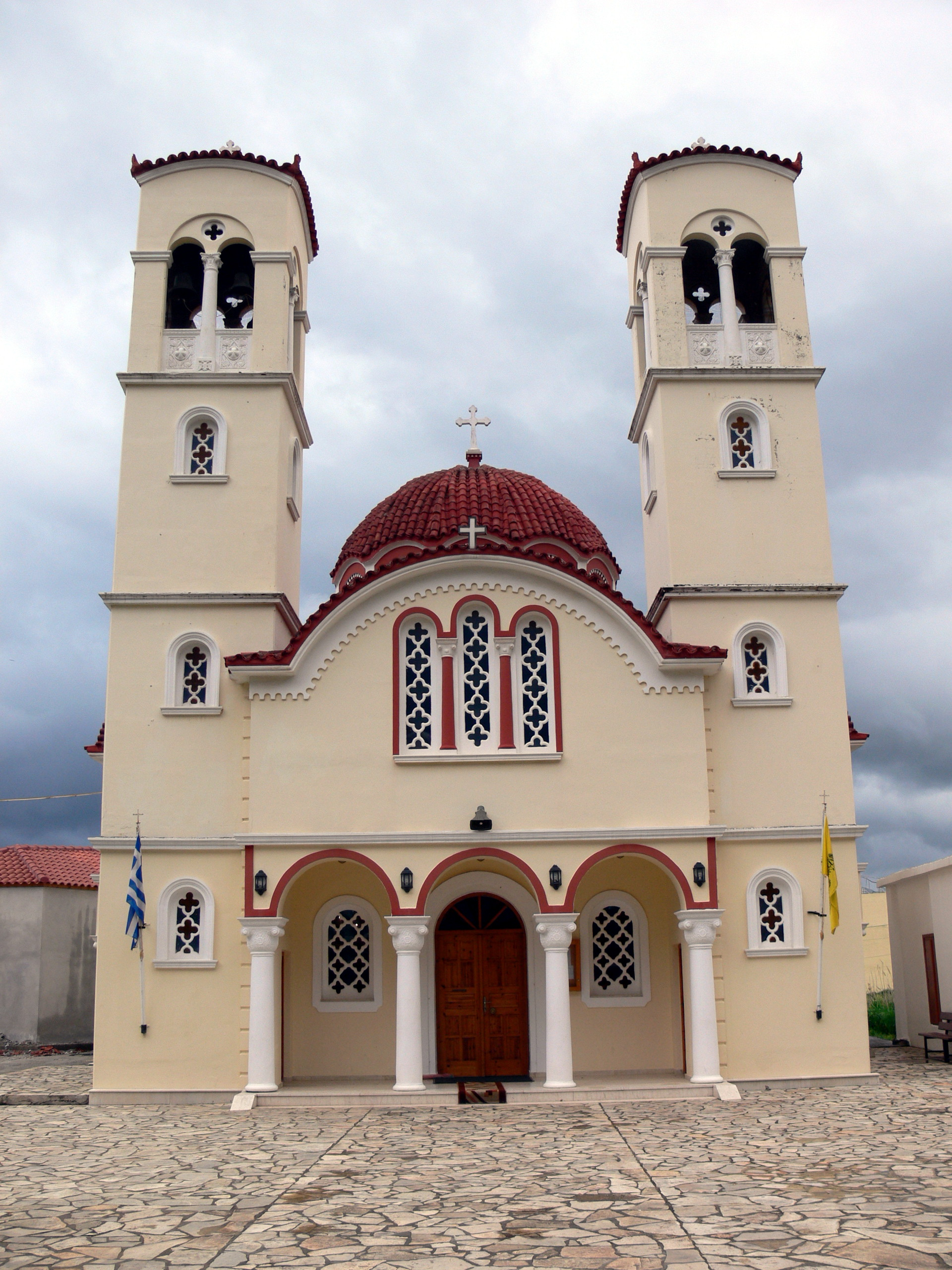
Església a Georgiúpoli.